# Industrie du bois en Finlande

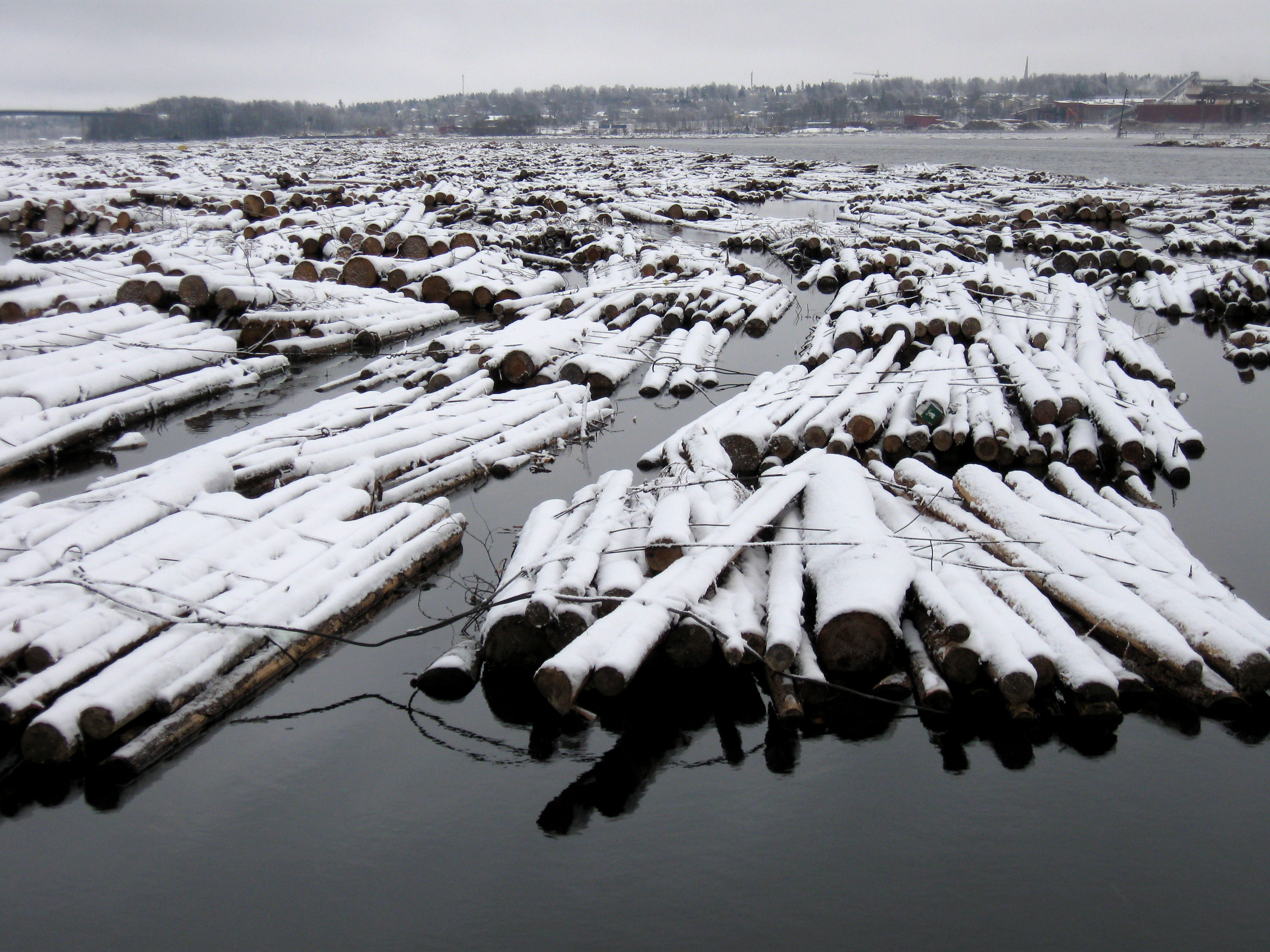
Des radeaux de bois, recouverts de neige, flottant jusqu'aux usines de papier Kaukas à Lappeenranta, en Finlande. Le bois se trouve sur le lac Saimaa.

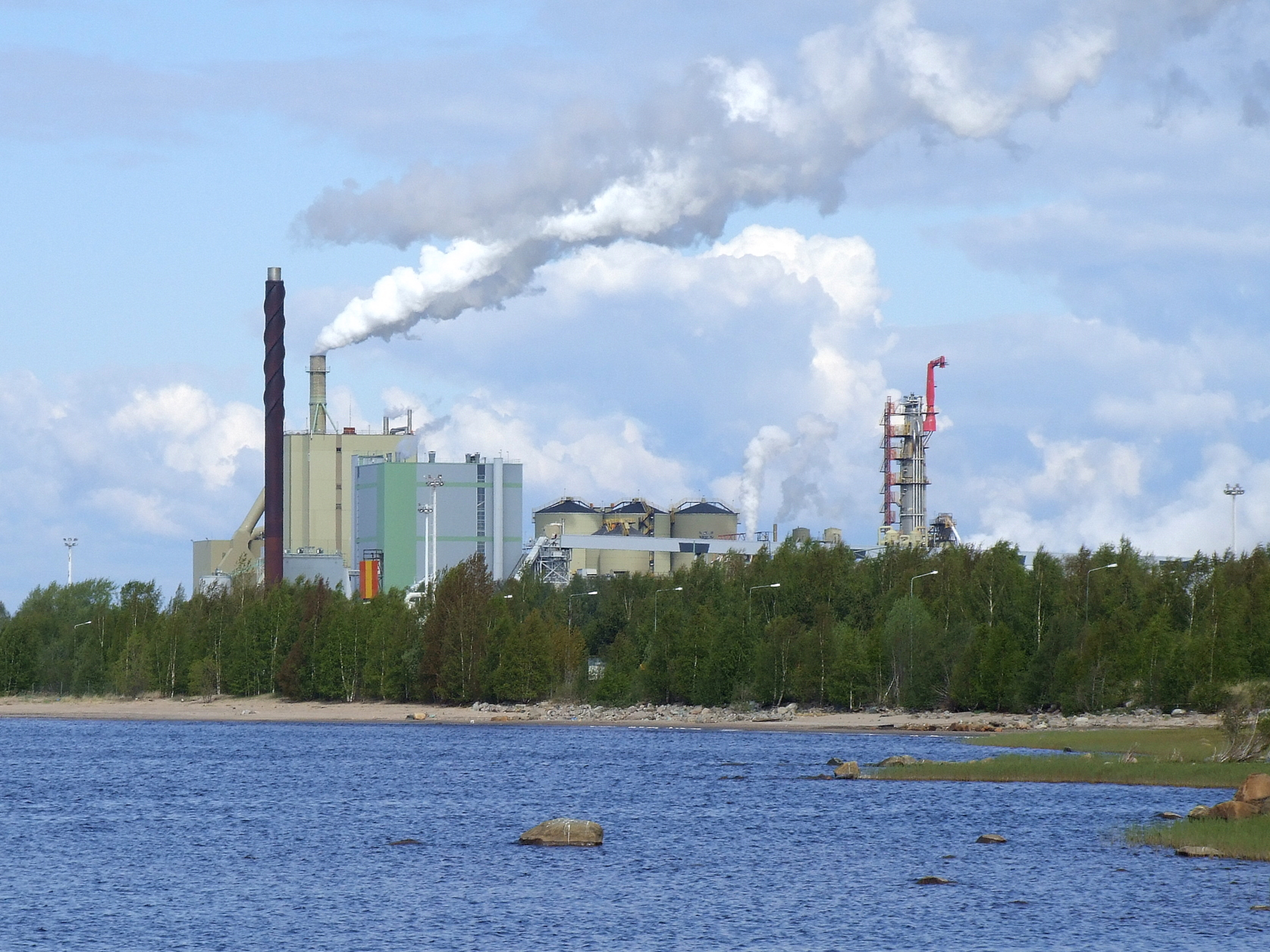
Usine de pâte à papier Stora Enso à Veitsiluoto, Kemi.

L'industrie forestière en Finlande est composée de l'industrie forestière mécanique (bois d'œuvre) et chimique (papier et pâte à papier). La Finlande est l'un des plus grands producteurs mondiaux de pâte à papier, de papier et de carton et l'un des plus grands producteurs européens de bois scié.

## Poids économique
L'industrie forestière emploie directement et indirectement environ 160 000 personnes en Finlande. Les effets multiplicateurs de l'industrie s'étendent largement à la société environnante, notamment dans la formation professionnelle : en effet, les entreprises de l'industrie forestière offrent des dizaines de milliers d'opportunités d'emploi et plus de 4 000 stages dans l'ensemble du pays, à destination des jeunes.
En 2014, la valeur de la production de l'industrie forestière en Finlande, industrie du meuble incluse, s’élève à 20,7 milliards d'euros. Cela représente 18 % de toute sa production industrielle. L'industrie forestière emploie 15 % des travailleurs industriels en Finlande. Cette industrie est la principale source de revenus pour de nombreuses régions de Finlande. Elle représente environ 20 % de l'ensemble des exportations finlandaises. Par ailleurs, la Finlande est l'un des plus grands producteurs de sciage d'Europe et exporte environ 60 % de sa production.

## Typologie
En Finlande, l'industrie des produits du bois comprend l'industrie forestière mécanique, c'est-à-dire par sciage, rabotage, tournage et collage, la foresterie, l'industrie forestière chimique, l'industrie graphique et l'industrie de l'emballage.
Lindustrie forestière chimique (également connue sous le nom d'industrie du papier et de la pâte à papier) produit du papier, du carton, de la pâte à papier et de la pâte mécanique. Cette matière est l'élément de base pour produire les éléments qui précèdent. La Finlande compte 25 papeteries, 13 usines de carton et 15 usines de pâte à papier. Les 20 usines de pâte mécanique sont généralement situées dans des usines de papier ou de carton. En 2016, elles emploient 20 000 personnes.
L'industrie forestière mécanique produit des articles en bois : sciage, tournage et collage. Les scieries sont le plus important employeur du secteur. Les scieries et la production de planches sont fortement automatisées, mais la menuiserie nécessite encore des compétences manuelles. L'industrie forestière mécanique emploie 26 000 personnes en Finlande. En outre, 9 000 personnes ont un emploi dans la production de meubles. Il y a aussi environ 130 scieries industrielles ainsi que d'autres entreprises de l'industrie des produits du bois.

## Grandes entreprises
Les plus grandes entreprises sont Stora Enso, UPM-Kymmene et Metsä Board. Entre 2005-2015, ils ont dû licencier près de la moitié de leurs employés à cause du déclin de la production de papier. Les sociétés recherchent une nouvelle croissance dans les matériaux d'emballage et la chimie du bois.

## Histoire

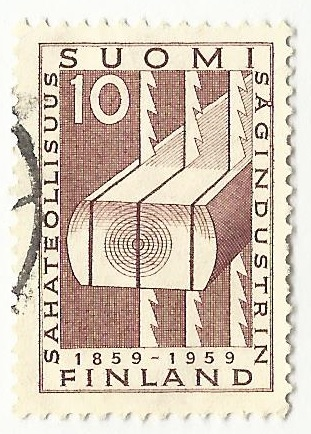
Timbre finlandais commémorant les 100 ans du sciage en Finlande. Timbre édité en 1959.

Le premier produit d'exportation pour les forêts finlandaises était le goudron de pin, qui servait au calfatage des navires et à l'étanchéité des tonneaux. Les exportations de goudron ont commencé au début du XVIIe siècle. La région de Kainuu en Finlande est particulièrement concernée et le goudron de pin était au XIXe siècle exporté par la rivière d'Oulu jusqu'au port d'Oulu qui se développera grâce à cette industrie. La première scierie hydraulique du pays est construite en 1533. Au début du XIXe siècle, les scieries hydroélectriques commencent à être alimentées en électricité et les exportations du bois de scierie progressent avec le développement des scieries à vapeur. Au milieu du XIXe siècle, la plus grande partie du bois de Finlande est utilisée dans les habitations en tant que bois de chauffage, mais aussi dans la construction, l'éclairage et les besoins agricoles. Dans les années 1870, l'essor de l'industrie des scieries est spectaculaire. De grandes canalisations de vapeur sont installées dans les villes portuaires et la valeur du bois de sciage augmente dans toute la Finlande. Les activités attirent également des entrepreneurs étrangers, comme Hans Gutzeit (no) et James Salvesen. Dans le même temps, des mesures sont prises en faveur de la production du papier moderne, avec le pionnier Fredrik Idestam.